# Lödersdorf
Lödersdorf ist eine ehemalige Gemeinde mit 710 Einwohnern (Stand: 31. Oktober 2013) im Süd-Osten der Steiermark im Bezirk Südoststeiermark. Seit 1. Jänner 2015 ist sie im Rahmen der Gemeindestrukturreform in der Steiermark mit der Marktgemeinde Riegersburg und den Gemeinden Breitenfeld an der Rittschein und Kornberg bei Riegersburg zusammengeschlossen, die neue Gemeinde führt den Namen „Riegersburg“.

## Geografie

### Geografische Lage
Lödersdorf liegt ca. 41 km östlich von Graz und ca. 5 km östlich der Bezirkshauptstadt Feldbach im Oststeirischen Hügelland.

### Nachbarorte
- im Norden: Hatzendorf, Kornberg bei Riegersburg und Riegersburg
- im Osten: Johnsdorf-Brunn
- im Süden: Leitersdorf im Raabtal und Pertlstein
- im Westen: Raabau

### Gemeindegliederung
Das ehemalige Gemeindegebiet umfasst folgende zwei Ortschaften (in Klammern Einwohnerzahl, Stand 1. Jänner 2024):
- Lödersdorf I (685)
- Lödersdorf II (126)

Die ehemalige Gemeinde besteht aus der Katastralgemeinde Lödersdorf.

## Kultur und Sehenswürdigkeiten
Bergrally Lödersdorf und seit neuem auch die Longboardrally. In Lödersdorf findet man auch den größten Bonsaigarten Europas.

## Wirtschaft und Infrastruktur

### Verkehr
Öffentlicher Verkehr: Lödersdorf ist über die steirische Ostbahn von Graz, Gleisdorf und Szentgotthárd erreichbar. In Lödersdorf halten S-Bahn, Regional- und Regionalexpress-Züge. Die Fahrtzeit nach Graz beträgt zwischen 55 und 75 Minuten. Die nächsten größeren Bahnhöfe befinden sich in Feldbach und Fehring.
Individualverkehr: Lödersdorf liegt nahe der Güssinger Straße B57 von Oberwart nach Feldbach und der Gleichenberger Straße B66 von Ilz nach Halbenrain. In die Landeshauptstadt Graz sind rund 60 Kilometer zu fahren, an die ungarische Grenze rund 30 Kilometer. Die nächstgelegene Autobahn ist die Süd Autobahn A2, die Anschlussstelle bei Ilz befindet sich rund 17 Kilometer von Lödersdorf entfernt.

## Politik

### Gemeinderat
Der Gemeinderat bestand aus 9 Mitgliedern, der letzte Gemeinderat setzte sich seit der Gemeinderatswahl 2010 aus Mandaten der folgenden Parteien zusammen:
- 7 ÖVP
- 2 SPÖ

Letzte Bürgermeisterin war Emma Liendl (ÖVP), Vizebürgermeister Johann Hartinger (ÖVP), Kassier Karl Krenn (ÖVP).

## Persönlichkeiten

### Ehrenbürger
- 1983: Josef Krainer (1930–2016), Landeshauptmann 1980–1996
- 2004: Waltraud Klasnic (* 1945), Landeshauptmann der Steiermark 1996–2005[6]
- Emma Liendl (1957–2020), Bürgermeisterin von Lödersdorf 1999–2014

### Personen mit Bezug zur Gemeinde
- Michael Praßl (*  1955), Landwirt, Politiker und Abgeordneter zum Nationalrat

### Söhne und Töchter der Gemeinde
- Franz Wagner (1849–1931), Politiker (CSP)
- Alois Harmtodt (1922–2010), Steinmetz, Wirtschaftskammerfunktionär und Politiker (ÖVP), Bürgermeister von Feldbach (1975–1988), steirischer Landtagsabgeordneter (1973, 1978–1990)